# Erythromelana abdominalis
Erythromelana abdominalis là một loài ruồi trong họ Tachinidae.